# تپه شمامه
تپه شمامه مربوط به دوران پیش از تاریخ ایران باستان است و در شهرستان بیجار، بخش چنگ الماس، روستای چشمه روباه واقع شده و این اثر در تاریخ ۱۰ دی ۱۳۸۱ با شمارهٔ ثبت ۶۹۲۴ به‌عنوان یکی از آثار ملی ایران به ثبت رسیده است.